# Platylesches affinissima
Platylesches affinissima är en fjärilsart som beskrevs av Embrik Strand 1920. Platylesches affinissima ingår i släktet Platylesches och familjen tjockhuvuden. Inga underarter finns listade i Catalogue of Life.